# Teodor Crăciun Tuducan
Crăciun Teodor Tuducan (n. 1966) este un fost deputat român în legislatura 2000-2004, ales în județul Caraș-Severin pe listele partidului PD. Crăciun Teodor Tuducan a fost validat pe data de 29 iunie 2004 și l-a înlocuit pe deputatul Sorin Frunzăverde.

## Legături externe
- Teodor Crăciun Tuducan Arhivat în 25 februarie 2024, la Wayback Machine. la cdep.ro